# Jaqueline Cristian
Jaqueline Adina Cristian (ur. 5 czerwca 1998) – rumuńska tenisistka.

## Kariera tenisowa
Zwyciężyła w czternastu singlowych i dziesięciu deblowych turniejach rangi ITF. 29 lipca 2024 roku zajmowała najwyższe miejsce w rankingu singlowym WTA Tour – 57. pozycję, natomiast 27 stycznia 2025 osiągnęła najwyższą pozycję w rankingu deblowym – 160. miejsce.

## Finały turniejów WTA
| Legenda                     | Legenda |
| --------------------------- | ------- |
| Wielki Szlem                |         |
| Igrzyska olimpijskie        |         |
| WTA Tour Championships      |         |
| 2009 – 2020                 |         |
| WTA Premier Mandatory       |         |
| WTA Premier 5               |         |
| WTA Premier                 |         |
| WTA International Series    |         |
| WTA 125K series (2012–2020) |         |
| od 2021                     |         |
| WTA 1000 (obowiązkowe)      |         |
| WTA 1000 (nieobowiązkowe)   |         |
| WTA 500                     |         |
| WTA 250                     |         |
| WTA 125                     |         |

### Gra pojedyncza 2 (0–2)
| Końcowy wynik | Nr | Data              | Turniej | Nawierzchnia  | Przeciwniczka | Wynik finału  |
| ------------- | -- | ----------------- | ------- | ------------- | ------------- | ------------- |
| Finalistka    | 1. | 12 listopada 2021 | Linz    | Twarda (hala) | Alison Riske  | 6:2, 2:6, 5:7 |
| Finalistka    | 2. | 24 maja 2025      | Rabat   | Ceglana       | Maya Joint    | 3:6, 2:6      |

### Gra podwójna 2 (0–2)
| Końcowy wynik | Nr | Data          | Turniej     | Nawierzchnia  | Partnerka           | Przeciwniczki                      | Wynik finału |
| ------------- | -- | ------------- | ----------- | ------------- | ------------------- | ---------------------------------- | ------------ |
| Finalistka    | 1. | 21 lipca 2019 | Bukareszt   | Ceglana       | Elena-Gabriela Ruse | Viktória Kužmová Kristýna Plíšková | 4:6, 6:7(3)  |
| Finalistka    | 1. | 9 lutego 2025 | Kluż-Napoka | Twarda (hala) | Angelica Moratelli  | Magali Kempen Anna Sisková         | 3:6, 1:6     |

## Finały turniejów WTA 125

### Gra pojedyncza 1 (1–0)
| Końcowy wynik | Nr | Data          | Turniej         | Nawierzchnia | Przeciwniczka     | Wynik finału |
| ------------- | -- | ------------- | --------------- | ------------ | ----------------- | ------------ |
| Zwyciężczyni  | 1. | 30 marca 2025 | Puerto Vallarta | Twarda       | Linda Fruhvirtová | 7:5, 6:4     |

## Wygrane turnieje rangi ITF
| turnieje z pulą nagród 100 000 $ (W100)  |
| turnieje z pulą nagród 75/80 000 $ (W80) |
| turnieje z pulą nagród 50/60 000 $ (W75) |
| turnieje z pulą nagród 40 000 $ (W50)    |
| turnieje z pulą nagród 25 000 $ (W35)    |
| turnieje z pulą nagród 15 000 $ (W15)    |
| turnieje z pulą nagród 10 000 $          |

### Gra pojedyncza
|     | Data       | Turniej        | ($)    | Naw.          | Finalistka         | Wynik            |
| 1.  | 20/09/2015 | Szarm el-Szejk | 10 000 | twarda        | Madrie Le Roux     | 6:4, 6:1         |
| 2.  | 05/06/2016 | Szarm el-Szejk | 10 000 | twarda        | Chiara Grimm       | 6:4, 6:3         |
| 3.  | 12/06/2016 | Szarm el-Szejk | 10 000 | twarda        | Qiangqian Zhao     | 6:1, 6:2         |
| 4.  | 19/06/2016 | Szarm el-Szejk | 10 000 | twarda        | Ana Savić          | 7:5, 6:4         |
| 5.  | 24/07/2016 | Târgu Jiu      | 10 000 | ziemna        | Gabriela Talabă    | 7:6(5), 6:3      |
| 6.  | 07/08/2016 | Târgu Jiu      | 10 000 | ziemna        | Anastasia Vdovenco | 7:5, 6:3         |
| 7.  | 03/09/2017 | Mamaja         | 25 000 | ziemna        | Cristina Dinu      | 6:2, 2:6, 6:3    |
| 8.  | 11/11/2017 | Pune           | 25 000 | twarda        | Karman Thandi      | 6:3, 1:6, 6:0    |
| 9.  | 14/04/2019 | Tunis          | 25 000 | ziemna        | Daniela Seguel     | 6:4, 6:0         |
| 10. | 16/02/2020 | Trnawa         | 25 000 | twarda        | Sofja Łansere      | 6:1, 4:2 krecz   |
| 11. | 18/09/2022 | Le Neubourg    | 80 000 | twarda        | Magali Kempen      | 6:4, 6:4         |
| 12. | 05/02/2023 | Trnawa         | 60 000 | twarda (hala) | Océane Dodin       | 7:6(7), 7:6(4)   |
| 13. | 26/03/2023 | Palmanova      | 25 000 | ziemna        | Iryna Szymanowicz  | 6:4, 6:0         |
| 14. | 14/05/2023 | Zagrzeb        | 60 000 | ziemna        | Ella Seidel        | 6:1, 3:6, 7:6(0) |

## Występy w igrzyskach olimpijskich

### Gra pojedyncza
| Runda                                                                    | Przeciwniczka                 | Wynik         |
| ------------------------------------------------------------------------ | ----------------------------- | ------------- |
|                                                                          |                               |               |
| Letnie Igrzyska Olimpijskie w Paryżu 2024, reprezentując państwo Rumunia |                               |               |
| I runda                                                                  | Francja: Caroline Garcia [17] | 5:7, 6:3, 6:4 |
| II runda                                                                 | Niemcy: Angelique Kerber [PR] | 4:6, 6:3, 4:6 |

### Gra podwójna
| Runda                                                                    | Partnerka  | Przeciwniczki                         | Wynik    |
| ------------------------------------------------------------------------ | ---------- | ------------------------------------- | -------- |
|                                                                          |            |                                       |          |
| Letnie Igrzyska Olimpijskie w Paryżu 2024, reprezentując państwo Rumunia |            |                                       |          |
| I runda                                                                  | Ana Bogdan | Japonia: Shūko Aoyama / Ena Shibahara | 2:6, 3:6 |